# 이스 IX: 몬스트럼 녹스
《이스 IX: 몬스트럼 녹스》(Ys IX: Monstrum Nox)는 니혼 팔콤이 제작한 액션 롤플레잉 게임이다. 《이스》 시리즈의 아홉 번째 작품으로, 플레이스테이션 4 기종으로 일본에서 2019년 9월 26일 처음 발매됐다.